# Mostkowo
Mostkowo [mɔstˈkɔvɔ] es un pueblo en el distrito administrativo de Gmina Barlinek, dentro del Condado de Miślibórz, Voivodato de Pomerania Occidental, en el norte de Polonia occidental. Se encuentra aproximadamente a 11 kilómetros al oeste de Barlinek, a 14 kilómetros del noreste de Slibórz, y a 58 kilómetros del sureste de la capital regional Szczecin.
Antes de 1945, el área era parte de Alemania. Para la historia de la región, vea Historia de Pomerania.